# Багдадский погром 1941 года
Багдадский погром 1941 года, известный также как Фархуд (араб. الفرهود‎, «экспроприация») — погром, произошедший в Багдаде 1—2 июня 1941 г. в обстановке вакуума власти, когда британские войска сражались против сторонников пронацистского правительства аль-Гайлани, но не успели дойти до Багдада. Когда британские и трансиорданские войска вошли в столицу, к тому времени, по официальным данным, около 175 евреев было убито и около 1000 ранено. Имущество евреев было разграблено, и 900 еврейских домов было разрушено.
Результатом стала массовая миграция евреев из Ирака. К 1951 г. из страны уехало, в основном в Израиль, 110 тыс. евреев — 80 % всего еврейского населения Ирака. Историки называли Фархуд «забытым погромом Холокоста» и «началом конца еврейской общины Ирака», просуществовавшей более 2500 лет.

## Предыстория евреев
Начиная с Вавилонского пленения, евреи жили в Ираке уже 2,5 тысячи лет. К 1941 г. их число составило около 150 тыс. человек. Они играли важную роль в иракском сельском хозяйстве, торговле, банковском деле и даже входили в состав чиновного сословия.
Положение евреев в Ираке, как и в других мусульманских странах, не было безоблачным. В недавней истории Ирака уже было два крупных погрома — в Басре в 1776 г. и в Багдаде в 1828 г. Было и немало других случаев насилия, направленного против евреев, случаев санкционированного властями разрушения синагог, принудительного обращения евреев в ислам.

## Предпосылки
После поражения Оттоманской империи в 1-й мировой войне Лига наций установила британский мандат над Ираком. После гибели короля Гази в 1939 г. в автомобильной катастрофе британцы добились назначения регентом Абд-аль-Илаха. Британцы были непопулярны в стране, и ряд иракских политиков-популистов рассматривал гитлеровскую Германию как дружественную иракскому народу и противовес британцам.

### Гитлеровская пропаганда
В период между 1932 и 1941 г. немецкое посольство в Ираке при активном участии посла, видного востоковеда Фрица Гроббы, оказало значительную поддержку местным антиеврейским и профашистским движениям. НСДАП приглашала в Германию местных офицеров и интеллектуалов, в местных газетах публиковались «спонсированные» Германией антисемитские материалы. Немецкое посольство приобрело газету Al-alam Al-arabi («Арабский мир»), где в дополнение к антисемитской пропаганде начали публиковать отрывки из программной книги Гитлера «Моя борьба» в переводе на арабский. Также немецкое посольство содействовало учреждению молодёжной организации Al-Fatwa, принципы которой напоминали Гитлерюгенд.

### Переворот «Золотого квадрата»
1 апреля 1941 г. группа пронацистски настроенных иракских офицеров, известная как «Золотой квадрат», во главе с генералом аль-Гайлани, свергла регента Абд аль-Илаха. Новое правительство Ирака заняло антибританскую позицию по вопросу о военном договоре, навязанном Ираку в качестве условия независимости. Договор давал британцам неограниченное право на размещение и транзит войск через Ирак. В ответ, в качестве угрозы, британцы направили в страну большую группу войск из Британской Индии. Иракские власти отказались впустить войска в страну; произошли столкновения британцев с иракцами у Басры и к западу от Багдада около британской базы. Немцы направили группу из 26 самолётов, которая нанесла удар по британской базе в г. Хаббания, закончившийся ничем.
Уинстон Черчилль направил телеграмму Франклину Рузвельту, предупреждая, что если Ближний Восток окажется в руках немцев, то разгром нацизма окажется долговременной, трудной и маловероятной задачей, поскольку Гитлер получит доступ к местным нефтяным месторождениям.
25 мая 1941 г. Гитлер издал «Приказ 30», где говорилось: «Арабское освободительное движение на Ближнем Востоке — наш естественный союзник против Англии. В этой связи особое значение уделяется освобождению Ирака… Поэтому я принял решение выдвинуться на Ближний Восток, поддержав Ирак».
30 мая 1941 г. организованные британцами вооружённые силы во главе с бригадиром Джеймсом Джозефом Кингстоном достигли Багдада, ввиду чего члены «Золотого квадрата» покинули город и бежали через Иран в Германию. В состав британских войск входили и части иракских добровольцев, известные как Арабский легион.
31 мая 1941 г. регент был готов лететь в Багдад, чтобы восстановить свою власть. Чтобы избегнуть антибританских волнений, он прибыл без сопровождения британцев.

### Антисемитские действия накануне погрома
Израильский писатель Сами Михаэль, свидетель погрома, писал: «Антисемитская пропаганда постоянно и регулярно передавалась как по местному радио, так и Берлинским радио на арабском языке. По дороге в школу я видел написанные на стенах антиеврейские лозунги, такие, как „Гитлер убивал еврейскую заразу“. На магазинах, принадлежавших мусульманам, было написано „мусульманин“, чтобы их не тронули в случае погрома».
Шалом Дарвиш, секретарь еврейской общины Багдада, свидетельствовал, что за несколько дней до Фархуда молодежь из организации Аль-Футува отметила дома евреев отпечатком ладони красной краской.
За два дня до Фархуда Юнис аль-Сабави, министр правительства, провозгласивший себя губернатором Багдада, вызвал раввина Сассона Кадури, лидера еврейской общины, и порекомендовал тому уговорить евреев, чтобы те оставались в своих домах в течение ближайших трёх дней. Позднее следствие установило, что планом аль-Сабави было убийство евреев, даже несмотря на то, что его власть в городе продлилась всего несколько часов.
Во время свержения правительства аль-Гайлани по городу ходили слухи, будто бы евреи подавали сигналы британским самолётам.

## Погром (1—2 июня 1941 г.)
По сообщениям иракского правительства и британских источников, погром начался, когда делегация иракских евреев, отправившаяся на встречу с регентом Абд аль-Илахом, прибыла во Дворец цветов (Qasr al Zuhur), где на неё напала толпа сразу после того, как евреи перешли мост Аль-Хурр. За этим последовали погромы в районах Аль-Русафа и Абу-Сифьян. Ситуация ухудшилась на следующий день, когда иракская полиция присоединилась к действиям погромщиков. Были сожжены еврейские магазины, а синагога разрушена.
Профессор Цви Бен-Йехуда утверждает, что события возникли не произвольно, а начались с подстрекательства в мечети Джами-аль-Гайлани. Он ссылается на свидетельства очевидцев.
Только днём 2 июня британские войска ввели комендантский час. По замеченным погромщикам британцы открывали огонь без предупреждения. Благодаря таким мерам погром удалось остановить.
Британский журналист Тони Рокка, проведший расследование событий, обвиняет британского посла в Ираке Кинахана Корнуоллиса, который не выполнил приказ из Лондона, предписывавший заблаговременно вмешаться и остановить погромщиков, и не позволял вмешиваться британским офицерам. Согласно другим свидетельствам, британцы не вмешивались намеренно, желая воспользоваться враждой между мусульманами и евреями, поскольку именно в этот период британские власти на Ближнем Востоке конфликтовали с сионистским движением.

## Последствия
Разные источники противоречат друг другу по поводу числа жертв погрома: по минимальным оценкам, погибло около 180 евреев и около 240 было ранено, 586 принадлежащих евреям магазинов и предприятий было разграблено, 99 еврейских домов было разрушено. Восемь нападавших, включая офицеров армии и полиции, были впоследствии приговорены иракскими властями к смертной казни. Другие источники указывают около 200 жертв, более 2000 раненых, около 900 уничтоженных домов и магазинов. Израильский Музей вавилонского наследия заявляет, что помимо 180 «опознанных» жертв в массовых захоронениях покоится около 600 неопознанных жертв.
Массовое бегство евреев из Ирака, несмотря на существовавший одно время запрет на выезд, сократило численность общины в 5 раз уже в начале 1950-х гг, а к 2003 г. в стране осталось не более 100 евреев. В 2008 г. в Ираке проживало всего 7 евреев.